# Danuta Guzal
Danuta Jolanta Guzal-Dec (Varsóvia, 18 de fevereiro de 1978) - economista polonesa, doutora habilitada, professora acadêmica na Escola Superior Estadual Papa João Paulo II em Biała Podlaska.

## Curriculum vitae
Como estudante, ela recebeu uma bolsa de estudos do Fundo Nacional para as Crianças. Ela se formou na Faculdade de Economia da Universidade Maria Curie-Skłodowska em Lublin (2002, dissertação de mestrado: O papel de Lublin no sistema de assentamentos do país e da região) e estudos pedagógicos de pós-graduação (2002). Em 2008 obteve um doutoramento em economia baseado no trabalho Competitividade das unidades territoriais no exemplo das comunas rurais da província de Lublin (supervisor: Mieczysław Adamowicz). Em 2017, foi habilitada com base na elaboração do autogoverno do município na criação de um desenvolvimento sustentável de áreas naturais e valiosas da voivodia de Lubelskie.
A partir de 2003, ela leciona na Escola Superior Estadual Papa João Paulo II em Biała Podlaska; inicialmente como assistente, e a partir de 2008 como palestrante mais antiga. Atualmente, ela está gerenciando o Departamento de Economia lá.

## Publicações selecionadas
- Competitividade das unidades territoriais no exemplo das comunas rurais da província de Lublin, Biała Podlaska, 2009.
- Autogoverno comunitário na criação de um desenvolvimento sustentável de áreas naturais e valiosas da província de Lublin, Biała Podlaska, 2015.
- Condições ecológicas e factores para o desenvolvimento de funções econômicas nas áreas naturais e valiosas da voivodia de Lublin, Biała Podlaska, 2015 [juntamente com Agnieszka Siedlecka, Magdalena Zwolińska-Ligaj].